# ホンダ・B16B
ホンダ・B16Bとは本田技研工業が開発・製造していた水冷直列4気筒DOHC16バルブガソリンエンジンである。

## 概要
B16Bはシビック・タイプR（EK9）に搭載されていたエンジンであり、当該車両専用に開発された。ホンダの可変バルブタイミング機構であるVTECが搭載されている。

## 系譜
- ホンダのエンジン型式一覧およびホンダ・B型エンジンを参照。

## 開発
B16A型エンジンを基本とし、それに専用部品やB18C用エンジンブロックを用いる形で開発された。
開発・設計思想は「クラス最高の加速フィール」、「ドライバーに即応するピックアップ」、「高回転時の伸びとパンチ」を追求するという趣旨のものであり、これを実現するためホンダが持つ技術を集結、当時のホンダの最新技術を積極的に盛り込んでいる。具体的にはフリクションの低減や高回転を実現するバルブ機構、吸排気の抵抗排除を主軸として開発し、低中回転域のトルクと高回転時のパワーを両立するためVTECを搭載した。
また、開発に先行した調査でノーマルカーレースのチームから「最低でもあと10馬力はパワーアップして欲しい」と進言されたことを切っ掛けに185馬力以上のパフォーマンス目標を設定した。

## スペック
水冷式の直列4気筒エンジンであり、動弁機構にDOHCを採用。可変バルブ機構にVTECを搭載し低回転時と高回転時のフィールやトルク性能を二段階に切り替える。総排気量は1,595ccであり、ボアストロークが81.0 mm×77.4 mm。最高出力は8,200 rpm時に185 PS、最大トルクは7,500 rpm時に16.3kgf･mを発揮する。また、サブチャンパーの追加やプリチャンパーの大型化、サイレンサーの見直しを行い、1L当たりの馬力で116 PSを発揮できるようになった。これは当時の量産型自然吸気エンジンとしては世界最高レベルのリッター馬力である。
- 弁機構：DOHC VTEC ベルト駆動 吸気2 排気2
- 排気量：1,595cc
- 内径×行程：81.0mm×77.4mm
- 圧縮比：10.8
- 最高回転数：8,400rpm
- 最高出力：136kW(185PS)/8,200rpm
- 最大トルク：160N·m(16.3kgf·m)/7,500rpm
- 燃料供給装置形式：電子制御燃料噴射式（PGM-FI）
- 重量：138kg

## メカニズム
低中回転域のトルク、高回転時のパワーを稼ぐためVTECを搭載するDOHCヘッドを構える。VTECはローリフトカムと繋がるロッカーアームとハイリフトカムに繋がるロッカーアームを油圧制御ピンにより連結または分離し、バルブタイミングを二段階的に切り替える。ローリフトカムとハイリフトカムの切り替えは、低中回転域に使用されるローカムに高回転時用のハイカムがピンにより連結することで行われ、切り替えられるとハイカムのみがバルブを叩く様になる。
多くの混合気を取り入れ燃焼させるために吸気側のバルブシート開口部を60°から45°に鋭角化、バルブステム（バルブ軸部）や傘部を細径化するなどの工夫を凝らし、更に
インテークバルブのスプリングに二重かつ楕円断面形のものを採用するなど高回転時の追従性能や広開角・高リフト時の強度を向上させている。
吸排気ポートには人の手によって段差を削る研磨がなされており、加えてエキマニからサイレンサーまでの口径を拡大することで排気流量を向上させパワーアップを図っている。これにより高回転時の伸びや心地よいエキゾーストサウンドを得られた。
ピストンは高圧縮仕様のものを用いており、ピストン頭頂部が隆起している。このピストンによりベースエンジンB16A型の圧縮比10.4:1に対し0.4向上させられておりB16B型では10.8:1を達成している。また、フリクションを抑止するためにスカート部にモリブデンがコーティングされている。
コンロッドは鍛造で作られていてB16B型専用品である。軸間が長いという特徴を持つ。
エンジンブロックはアルミニウム製のブロックであり、B18C型のものを流用、クランクシャフトは高回転化に対応するためフルバランサー8ウエイト仕様のものを使用している。

## 搭載車種
- ホンダ・シビックタイプR（初代 EK9型）